# Холмс, Фредерик
Фредерик Уильям Холмс (англ. Frederick William Holmes; 9 августа 1886 — 9 ноября 1944) — британский полицейский (офицер полиции Лондона) и перетягиватель каната, чемпион летних Олимпийских игр 1920 года в составе сборной Великобритании.